# París-Tours 1960
La París-Tours 1960 fue la 54.ª edición de la clásica París-Tours. Se disputó el 2 de octubre de 1960 y el vencedor final fue el neerlandés Jo de Haan del equipo Saint Raphael-Gitane-Campagnolo, que se impuso a  su compañero de escapada Mies Stolker. 

## Clasificación general[1]
|    | Ciclista          | Equipo                          | Tiempo     |
| -- | ----------------- | ------------------------------- | ---------- |
| 1  | Jo de Haan        | Saint Raphael-Gitane-Campagnolo | 6h 41' 14" |
| 2  | Mies Stolker      | Radium                          | a 2"       |
| 3  | Luis Otaño        | Saint Raphael-Gitane-Campagnolo | a 27"      |
| 4  | Edgard Sorgeloos  | Faema                           | m.t.       |
| 5  | Norbert Kerckhove | Faema                           | m.t.       |
| 6  | Ercole Baldini    | Ignis                           | m.t.       |
| 7  | Raymond Poulidor  | Mercier-Hutchinson-BP           | m.t.       |
| 8  | Jean Forestier    | Helyett-Leroux                  | m.t.       |
| 9  | Nino Defilippis   | Carpano                         | m.t.       |
| 10 | Jozef Planckaert  | Flandria-Wiel's                 | m.t.       |